# Hanžeković Memorial 2019
Il Hanžeković Memorial 2018 è stato la 67ª edizione dell'annuale meeting di atletica leggera; le competizioni hanno avuto luogo allo Stadion SRC Mladost di Zagabria, il 2 e il 3 settembre 2019. Il meeting è stato l'ultima tappa del circuito IAAF World Challenge 2019.

## Risultati[1]

### Uomini
| Specialità     |                  | Prestazione | 2º classificato    | Prestazione | 3º classificato         | Prestazione |
| 100 m          | Mike Rodgers     | 10"04       | Aaron Brown        | 10"18       | Demek Kemp              | 10"28       |
| 800 m          | Amel Tuka        | 1'44"78     | Marcin Lewandowski | 1'45"28     | Wesley Vázquez          | 1'45"34     |
| 3000 m siepi   | Matthew Hughes   | 8'23"42     | Topi Raitanen      | 8'25"51     | Lawrence Kemboi Kipsang | 8'26"93     |
| 110 m ostacoli | Shane Brathwaite | 13"47       | Antonio Alkana     | 13"49       | Sergej Šubenkov         | 13"54       |
| Salto in lungo | Luvo Manyonga    | 8.03 m      | Henry Frayne       | 7.96 m      | Tomasz Jaszczuk         | 7.77 m      |
| Salto triplo   | Chris Benard     | 16.97 m     | Nazim Babayev      | 16.68 m     | Necati Er               | 16.42 m     |
| Getto del peso | Tomas Walsh      | 21.98 m     | Darrell Hill       | 21.50 m     | Joe Kovacs              | 21.22 m     |

### Donne
| Specialità             |                 | Prestazione | 2º classificato   | Prestazione | 3º classificato  | Prestazione |
| 200 m                  | Maja Mihalinec  | 22"88       | Brittany Brown    | 22"91       | Tynia Gaither    | 22"93       |
| 400 m                  | Phyllis Francis | 51"02       | Allyson Felix     | 51"67       | Iga Baumgart     | 51"90       |
| 1500 m                 | Kate Grace      | 4'07"91     | Axumawit Embaye   | 4'08"99     | Jemma Reekie     | 4'09"21     |
| 100 m ostacoli         | Sharika Nelvis  | 12"73       | Christina Clemons | 12"82       | Andrea Vargas    | 12"84       |
| Lancio del disco       | Sandra Perković | 67.78 m     | Kristin Pudenz    | 63.25 m     | Marija Tolj      | 62.57 m     |
| Lancio del giavellotto | Sara Kolak      | 66.42 m     | Elisabeth Gleadle | 63.77 m     | Maria Andrejczyk | 60.91 m     |